# Thymus convolutus
Thymus convolutus — вид рослин родини глухокропивові (Lamiaceae), ендемік Туреччини.

## Поширення
Ендемік Туреччини.